# Distretto di Asarcık
Il distretto di Asarcık (in turco Asarcık ilçesi) è uno dei distretti della provincia di Samsun, in Turchia.